# Leichtathletik-Länderkämpfe mit deutscher Beteiligung 1928
| Leichtathletik-Länderkämpfe mit deutscher Beteiligung 1928 | Leichtathletik-Länderkämpfe mit deutscher Beteiligung 1928 | Leichtathletik-Länderkämpfe mit deutscher Beteiligung 1928 | Leichtathletik-Länderkämpfe mit deutscher Beteiligung 1928 |
| ---------------------------------------------------------- | ---------------------------------------------------------- | ---------------------------------------------------------- | ---------------------------------------------------------- |
|                                                            |                                                            |                                                            |                                                            |
| 1. Länderkampf 1928, Frauen: BE – GER – FRA                |                                                            |                                                            |                                                            |
| London 14. August 1928                                     | London 14. August 1928                                     | 1. BE 2. GER 3. FRA                                        | 50 P 41 P 15 P                                             |
| 2. Länderkampf 1928, Männer: GER – FRA                     |                                                            |                                                            |                                                            |
| Berlin 2. September 1928                                   | Berlin 2. September 1928                                   | 1. GER 2. FRA                                              | 84 P 64 P                                                  |
| 3. Länderkampf 1928, Männer: GER – CHE                     |                                                            |                                                            |                                                            |
| Frankfurt am Main 2. September 1928                        | Frankfurt am Main 2. September 1928                        | 1. GER 2. CHE                                              | 89 P 43 P                                                  |
| Chronik                                                    |                                                            |                                                            |                                                            |
| ← Länderkämpfe 1927                                        | ← Länderkämpfe 1927                                        | Länderkämpfe 1929 →                                        | Länderkämpfe 1929 →                                        |

1928 gab es drei Leichtathletik-Länderkämpfe mit deutscher Beteiligung. Das Jahr 1928 nahm in Deutschlands Sport eine sehr bedeutende Stellung ein. Nach dem verlorenen Ersten Weltkrieg war das Land zwei Mal von der Teilnahme an Olympischen Sommerspielen ausgeschlossen gewesen. Zu den Spielen 1928 in Amsterdam jedoch waren Deutschlands Sportler willkommen. Dort hatte es in der Leichtathletik durch Lina Radke über 800 Meter die erste deutsche Goldmedaille überhaupt gegeben und mit zwei weiteren Silber- und sechs Bronzemedaillen war die Bilanz zufriedenstellend ausgefallen.
Drei Premieren gab es in dieser Saison im Bereich der Leichtathletik-Länderkämpfe: Zum ersten Mal wurden drei Ländervergleiche in einem Jahr ausgetragen und vor allem waren zum ersten Mal auch Frauen beteiligt, nachdem sie zwei Wochen zuvor auch erstmals an den Leichtathletikwettbewerben bei den Olympischen Spielen hatten teilnehmen dürfen. Die dritte Premiere bestand in der ersten Niederlage deutscher Leichtathleten: Im insgesamt zehnten Länderkampf mit deutscher Beteiligung siegten die Frauen aus dem Britischen Empire vor Deutschland und Frankreich.

## Drei-Länderkampf der Frauen
Knapp zwei Wochen nach Beendigung der Olympischen Spiele in Amsterdam fand am 14. August 1928 der erste Leichtathletik-Länderkampf mit Beteiligung deutscher Frauen statt. Austragungsort war die britische Hauptstadt London, in der die Athletinnen aus dem Britischen Empire, Deutschland und Frankreich aufeinander trafen. Die Informationen zu dieser Veranstaltung sind allerdings ziemlich lückenhaft. Alle deutschen Teilnehmerinnen konnten ermittelt, ihre Platzierungen und Leistungen aber nicht immer festgestellt werden. Die Resultate der Sportlerinnen aus den anderen beiden Ländern sind noch weniger dokumentiert. Das Endergebnis ist dagegen bekannt: Das Britische Empire (50 P) siegte vor Deutschland (41 P) und Frankreich (15P).
Die Regeln zur Teilnahme von Athletinnen je Nation und Disziplin sowie zur Punktwertung sind nicht überliefert. Da von zahlreichen deutschen Sportlerinnen als Ergebnis „ohne Platzierung“ genannt ist, könnte es Vorläufe/Vorkämpfe mit einem anschließenden Finale gegeben haben, aber das ist nicht gesichert.

## Länderkampf der Männer gegen Frankreich
Das dritte Aufeinandertreffen der beiden Nationen Frankreich und Deutschland fand am 2. September in der deutschen Hauptstadt Berlin statt. Deutschland gewann mit diesmal 84 zu 64 Punkten.
Die Regeln waren dieselben wie im Vorjahr in Paris. Jede Mannschaft trat in den Einzelwettbewerben mit je zwei Teilnehmern an. Die Sieger erhielten jeweils fünf Punkte, die Zweitplatzierten jeweils drei und die Drittplatzierten je zwei Punkte. Die Athleten auf dem jeweils vierten Rang kamen noch mit je einem Punkt in die Wertung. In den beiden Staffeln brachte Platz eins drei Punkte und Platz zwei einen Punkt.
Dieser Ländervergleich wurde am selben Tag ausgetragen wie Deutschlands Länderkampf mit der Schweiz in Frankfurt am Main. So musste der Deutsche Leichtathletik-Verband – damals bezeichnet als Deutsche Sportbehörde für Leichtathletik – gleich zwei Nationalmannschaften mit unterschiedlicher Besetzung für denselben Tag nominieren.

## Länderkampf der Männer gegen die Schweiz
Dieser seit 1921 alljährliche Länderkampf mit der Schweiz war das achte Aufeinandertreffen der beiden Länder. Zum ersten Mal war der Austragungsort Frankfurt am Main und die Begegnung fand am 2. September statt, demselben Tag wie der Ländervergleich mit Frankreich in Berlin. Deutschland trat hier mit einer zweiten Besetzung an und siegte mit 89 Punkten gegenüber 43 Punkten des Schweizer Teams.
Die Regeln waren dieselben wie bei den letzten Aufeinandertreffen und wichen damit ab vom Wertungssystem des parallel stattfindenden Länderkampfs mit Frankreich. Jede Mannschaft trat in den Einzelwettbewerben mit je zwei Teilnehmern an. Doch hier erhielten die Sieger jeweils vier statt fünf Punkte, die Zweitplatzierten jeweils drei und die Drittplatzierten je zwei Punkte. Die Athleten auf dem jeweils vierten Rang kamen noch mit je einem Punkt in die Wertung. In den beiden Staffeln brachte Platz eins drei Punkte und Platz zwei einen Punkt.